# Casey Glacier
Casey Glacier är en glaciär i Antarktis. Den ligger i Västantarktis. Argentina, Chile och Storbritannien gör anspråk på området. Casey Glacier ligger 323 meter över havet.
Terrängen runt Casey Glacier är huvudsakligen kuperad, men den allra närmaste omgivningen är platt. Terrängen runt Casey Glacier sluttar österut. Trakten är obefolkad. Det finns inga samhällen i närheten.